# Where Is the Line
Pistes de Medúlla
Show Me Forgiveness Vökuró
Where Is the Line est une chanson enregistrée par la chanteuse et compositrice islandaise Björk pour son cinquième album studio Medúlla. Elle est écrite par la chanteuse et coproduit avec son collaborateur de longue date Mark Bell.
Le titre devait à l'origine être publié en tant que troisième single de l'album, mais sa sortie est annulée juste avant la sortie de Drawing Restraint 9, pour que Björk se concentre sur le film et sa bande originale. Quelques vinyles promotionnels à étiquette blanche paraissent vers 2005. Un clip vidéo pour la chanson est également réalisé par l'artiste islandaise Gabríela Friðriksdóttir. Après l'annulation du single, la vidéo est utilisée dans le cadre d'un projet d'installation vidéo de Friðriksdóttir.

## Contexte et composition

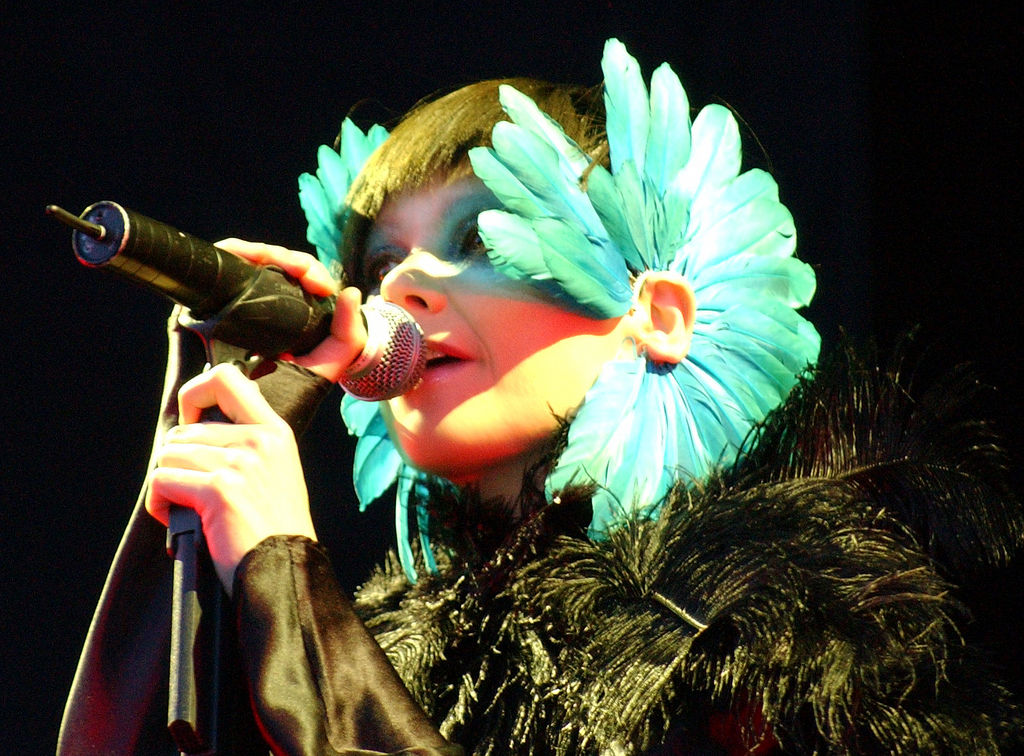
Björk en 2003 lors d'un concert en Allemagne.

La chanson Where Is the Line est composée avec le beatboxer Rahzel. Selon Björk, elle a envoyé le morceau par courriel au musicien britannique Mark Bell, qui lui a répondu un an plus tard en lui donnant une petite idée. Elle voulait faire un arrangement comme celui de Brennið þið Vitar, un morceau pour chœur en islandais. Après l'avoir fait, la chanson « a commencé à réclamer une version uniquement vocale. Nous avons travaillé très fort, très longtemps, et quand finalement Rahzel est venu et a chanté un rythme que nous avions programmé, [il] nous a donné quelques bruits que nous avons édités, c'est finalement tombé en place à la fin du mois d'avril, je crois, et j'étais tellement heureuse que, quand j'ai entendu la première lecture de la version uniquement vocale, j'ai pleuré silencieusement ». Dans une interview avec Uncut, Björk révèle qu'elle n'arrêtait pas d'entendre Bohemian Rhapsody de Queen dans sa tête lorsqu'elle éditait Where Is the Line et Vökuró, un autre morceau de Medúlla. Elle a également trouvé qu'« ils avaient la même espièglerie épique. Je ne sais pas si d'autres personnes y verront de l'humour, mais je pense que ce sont deux chansons très drôles. Elles ont quelque chose d'impressionnant et de ridicule ». Where Is the Line est une chanson sombre dans laquelle Björk attaque son jeune frère pour sa cupidité et son manque de fiabilité. Dans les paroles, la chanteuse montre une certaine irritation : « I'm elastic for you, but enough is enough (Je suis élastique pour toi, mais trop c'est trop) ».

## Clip vidéo
Le clip de Where Is the Line est réalisé par l'artiste islandaise Gabríela Friðriksdóttir et tourné dans une étable en Islande, en novembre 2004. Il est présenté pour la première fois lors de l'exposition de Friðriksdóttir à la Biennale de Venise en 2005. À l'origine, il s'agissait d'un des trois films de l'œuvre Versations Tetralogia de l'artiste, puis il est modifié pour s'adapter à Where Is the Line. On y voit Björk portant une robe faite de sacs de sable et se tenant dans une grange remplie de foin. Elle donne naissance à une personne convulsive (la danseuse Erna Ómarsdóttir) recouverte d'une pellicule blanche qui, après une danse sauvage, se retire à l'intérieur de l'hôte. Après une série d'explosions, plusieurs créatures faites de foin émergent des meules. Elles l'entourent et la recouvrent de leurs corps sur le sol jusqu'à ce qu'elle ne soit plus visible. La vidéo est incluse dans le DVD Medúlla Videos, qui comprenait toutes les vidéos musicales promouvant l'album, sorti en 2005.

## Performance live
Björk a interprété pour la première fois Where Is the Line lors de la tournée Greatest Hits en 2003, ainsi que trois autres titres de Medúlla. La chanson est également interprétée lors du Volta tour en 2007 et 2008. En outre, Where Is the Line est jouée avec le musicien Mike Patton, du groupe de metal alternatif Faith No More, lors du Biophilia tour le 28 mai 2013, à San Francisco. La chanson est également incluse à la setlist de certains concerts du Vulnicura tour en 2015 et lors d'un concert à Reykjavik lors du Björk Orkestral. 